# Улица Дмитрия Шамшурина
Улица Дмитрия Шамшурина (до 1977 года — Вокзальная улица) — улица в Железнодорожном районе Новосибирска. Разделена на две части привокзальной площадью Гарина-Михайловского. Первая часть улицы начинается от безымянного проезда между улицами Ленина и Фёдора Ивачёва, пересекает Комсомольский проспект, после чего соединяется с площадью Гарина-Михайловского; вторая часть начинается от площади и заканчивается, сливаясь с Железнодорожной улицей.
Также к улице Дмитрия Шамшурина с юго-западной нечётной стороны примыкают улица Движенцев, Туннельный спуск и безымянный проезд, начинающийся от улицы Движенцев. С северо-восточной стороны к ней примыкает улица 1905 года.

## Название улицы
Улица названа в честь Дмитрия Афанасьевича Шамшурина, члена Обской группы РСДРП и участника Великой Отечественной войны.

## Архитектура
- Жилой дом по улице Шамшурина, 41 — одноэтажное деревянное здание, сооружённое в 1893 году. Один из первых жилых домов, построенных во время строительства Транссибирской магистрали. Памятник архитектуры регионального значения[4].

- Дом Самохина — одноэтажное здание на углу улиц Шамшурина и 1905 года. Построен в 1911 году. Памятник архитектуры регионального значения[4].

- Клуба железнодорожников — здание, возведённое в 1926 году. Один из первых построенных в городе клубов для рабочих. Памятник архитектуры регионального значения[4].

- Новосибирск-Главный — здание вокзала, введённого в эксплуатацию в 1939 году. Самое большое железнодорожное здание на территории Сибири. Памятник архитектуры регионального значения[4].

## Организации
- Западно-Сибирский центр научно-технической информации и библиотек Западно-Сибирской железной дороги
- Новосибирский колледж транспортных технологий имени Н. А. Лунина
- Новосибирский магистральный сортировочный центр, ФГУП Почта России
- Западно-Сибирский центр научно-технической информации и библиотек Западно-Сибирской железной дороги
- Новосибирская механизированная дистанция погрузочно-разгрузочных работ и коммерческих операций Западно-Сибирской дирекции по управлению терминально-складским комплексом

## Транспорт
- Новосибирск-Главный, железнодорожный вокзал
- Новосибирск-Главный, пригородный вокзал
- Площадь Гарина-Михайловского, станция метро

На площади Гарина-Михайловского также расположены остановки для автобусов, троллейбусов и маршрутных такси. На самой улице остановки наземного транспорта отсутствуют.

## Известные жители
- Рудольф Самуилович Шалль (1873 или 1874—?) — последний городской голова Новониколаевска (с ноября по декабрь 1919).